# 1. Fußball-Club Köln 01/07 2003-2004
Questa voce raccoglie le informazioni riguardanti il 1. Fußball-Club Köln 01/07 nelle competizioni ufficiali della stagione 2003-2004.

## Stagione
Nella stagione 2003-2004 il Colonia, allenato da Friedhelm Funkel, Jos Luhukay e Marcel Koller, concluse il campionato di Bundesliga al 18º posto e retrocesse in 2. Bundesliga. In Coppa di Germania il Colonia fu eliminato agli ottavi di finale dal Greuther Fürth.

## Rosa
| N. |                                 | Ruolo | Calciatore         |
| -- | ------------------------------- | ----- | ------------------ |
| 2  | Germania (bandiera)             | D     | Carsten Cullmann   |
| 3  | Germania (bandiera)             | D     | Alexander Voigt    |
| 4  | Zambia (bandiera)               | D     | Moses Sichone      |
| 6  | Zambia (bandiera)               | C     | Andrew Sinkala     |
| 7  | Germania (bandiera)             | C     | Florian Kringe     |
| 8  | Germania (bandiera)             | A     | Matthias Scherz    |
| 10 | Ucraina (bandiera)              | A     | Andrij Voronin     |
| 11 | Bosnia ed Erzegovina (bandiera) | C     | Vladan Grujić      |
| 12 | Germania (bandiera)             | D     | Oliver Schröder    |
| 13 | Italia (bandiera)               | C     | Giovanni Federico  |
| 14 | Grecia (bandiera)               | C     | Evangelos Nessos   |
| 15 | Germania (bandiera)             | C     | Christian Springer |
| 16 | Germania (bandiera)             | P     | Alexander Bade     |
| 17 | Germania (bandiera)             | D     | Jörg Heinrich      |

| N. |                      | Ruolo | Calciatore              |
| -- | -------------------- | ----- | ----------------------- |
| 19 | Germania (bandiera)  | C     | Albert Streit           |
| 20 | Germania (bandiera)  | D     | Thomas Cichon           |
| 21 | Germania (bandiera)  | C     | Sebastian Schindzielorz |
| 22 | Turchia (bandiera)   | D     | Mustafa Doğan           |
| 23 | Germania (bandiera)  | C     | Markus Feulner          |
| 25 | Germania (bandiera)  | A     | Marius Ebbers           |
| 27 | Polonia (bandiera)   | D     | Lukas Sinkiewicz        |
| 30 | Germania (bandiera)  | C     | Dirk Lottner            |
| 31 | Russia (bandiera)    | P     | Vjatcheslav Sokolov     |
| 32 | Germania (bandiera)  | C     | Michael Niedrig         |
| 33 | Germania (bandiera)  | P     | Stefan Wessels          |
| 34 | Australia (bandiera) | A     | Joshua Kennedy          |
| 36 | Germania (bandiera)  | A     | Lukas Podolski          |
| 38 | Belgio (bandiera)    | C     | Michael Lejan           |

## Organigramma societario
Area tecnica
- Allenatore: Marcel Koller
- Allenatore in seconda: Jos Luhukay
- Preparatore dei portieri: Peter Greiber, Rolf Herings
- Preparatori atletici:

## Calciomercato

### Sessione estiva
| Acquisti | Acquisti                | Acquisti          | Acquisti |
| R.       | Nome                    | da                | Modalità |
| -------- | ----------------------- | ----------------- | -------- |
| A        | Lukas Podolski          | Colonia II        |          |
| D        | Mustafa Doğan           | Fenerbahçe        |          |
| A        | Marius Ebbers           | Duisburg          |          |
| D        | Jörg Heinrich           | Borussia Dortmund |          |
| C        | Sebastian Schindzielorz | Bochum            |          |
| A        | Andrij Voronin          | Magonza           |          |
| P        | Stefan Wessels          | Bayern Monaco     |          |

| Cessioni | Cessioni           | Cessioni              | Cessioni |
| R.       | Nome               | da                    | Modalità |
| -------- | ------------------ | --------------------- | -------- |
| A        | Archil Arveladze   | Dinamo Tbilisi        |          |
| A        | Francis Kioyo      | Monaco 1860           |          |
| C        | Markus Kreuz       | Eintracht Francoforte |          |
| A        | Markus Kurth       | Duisburg              |          |
| C        | Alassane Ouédraogo | RW Oberhausen         |          |
| P        | Markus Pröll       | Eintracht Francoforte |          |

### Sessione invernale
| Acquisti | Acquisti       | Acquisti         | Acquisti |
| R.       | Nome           | da               | Modalità |
| -------- | -------------- | ---------------- | -------- |
| C        | Vladan Grujić  | Borac Banja Luka |          |
| C        | Albert Streit  | Wolfsburg        |          |
| C        | Markus Feulner | Bayern Monaco    |          |

| Cessioni | Cessioni         | Cessioni          | Cessioni |
| R.       | Nome             | da                | Modalità |
| -------- | ---------------- | ----------------- | -------- |
| D        | Tomasz Kłos      | Wisła Cracovia    |          |
| D        | Markus Happe     | Kickers Offenbach |          |
| A        | Sebastian Helbig | Unterhaching      |          |
| C        | Markus Dworrak   | Magonza           |          |

## Risultati

### Bundesliga

#### Girone di andata
| Arbitro: | Merk |

|                   |           |  |
| Scherz 62’ (aut.) | Marcatori |  |

| Arbitro: | Fleischer |

|            |           |                         |
| Ebbers 38’ | Marcatori | 40’ Klose 75’ Grammozīs |

| Arbitro: | Stark |

|                        |           |             |
| Agali 42’ Altıntop 90’ | Marcatori | 51’ Lottner |

| Arbitro: | Kircher |

|             |           |  |
| Lottner 57’ | Marcatori |  |

| Arbitro: | Steinborn |

|                       |           |              |
| Kioyo 7’ Agostino 83’ | Marcatori | 60’ Springer |

| Arbitro: | Schmidt |

|                        |           |                                      |
| Scherz 34’ Voronin 60’ | Marcatori | 4’ Biliškov 26’ Petrov 73’ Klimowicz |

| Arbitro: | Merk |

|            |           |                                                   |
| Scherz 79’ | Marcatori | 9’ Micoud 41’ Klasnić 70’ Stalteri 90’ Charisteas |

| Stoccarda 4 ottobre 2003, ore 15:30 CEST 8ª giornata | Stoccarda | 0 – 0 referto | Colonia | Gottlieb-Daimler-Stadion (50 000 spett.)\| Arbitro: \| Keßler \| |
| Arbitro:                                             | Keßler    |               |         |                                                                  |

| Arbitro: | Wack |

|           |           |  |
| Doğan 70’ | Marcatori |  |

| Arbitro: | Weiner |

|                          |           |  |
| Frommer 62’ Dragusha 78’ | Marcatori |  |

| Arbitro: | Kircher |

|            |           |                         |
| Scherz 38’ | Marcatori | 32’ Brdarić 80’ Stendel |

| Arbitro: | Meyer |

|                                              |           |  |
| Hashemian 7’ Madsen 15’ Kalla 45’ Stević 88’ | Marcatori |  |

| Arbitro: | Stark |

|  |           |              |
|  | Marcatori | 41’ Barbarez |

| Arbitro: | Kemmling |

|                  |           |                          |
| Pizarro 42’, 49’ | Marcatori | 35’ Voronin 60’ Springer |

| Colonia 7 dicembre 2003, ore 17:30 CET 15ª giornata | Colonia | 0 – 0 referto | Bayer Leverkusen | RheinEnergieStadion (40 000 spett.)\| Arbitro: \| Merk \| |
| Arbitro:                                            | Merk    |               |                  |                                                           |

| Arbitro: | Keßler |

|           |           |              |
| Prica 64’ | Marcatori | 34’ Podolski |

| Arbitro: | Wack |

|                                     |           |  |
| Voronin 46’ Podolski 75’ Scherz 87’ | Marcatori |  |

#### Girone di ritorno
| Arbitro: | Meyer |

|              |           |  |
| Podolski 52’ | Marcatori |  |

| Arbitro: | Albrecht |

|             |           |  |
| Lokvenc 24’ | Marcatori |  |

| Arbitro: | Trautmann |

|  |           |                           |
|  | Marcatori | 25’ Kerckhoven 81’ Delura |

| Arbitro: | Koop |

|              |           |  |
| Ewerthon 26’ | Marcatori |  |

| Arbitro: | Merk |

|             |           |                                   |
| Voronin 50’ | Marcatori | 14’, 38’ Schroth 36’ (rig.) Lauth |

| Arbitro: | Sippel |

|                         |           |  |
| Klimowicz 30’ Topić 84’ | Marcatori |  |

| Arbitro: | Steinborn |

|                            |           |                          |
| Micoud 16’ Ailton 38’, 43’ | Marcatori | 57’ Schröder 70’ Lottner |

| Arbitro: | Fröhlich |

|                        |           |                               |
| Kringe 45’ Feulner 71’ | Marcatori | 28’ Meißner 72’ (aut.) Scherz |

| Arbitro: | Koop |

|                                    |           |  |
| Iashvili 15’ Riether 76’ Antar 80’ | Marcatori |  |

| Arbitro: | Meyer |

|                                 |           |  |
| Hertzsch 5’ (aut.) Podolski 36’ | Marcatori |  |

| Arbitro: | Sippel |

|             |           |  |
| Brdarić 34’ | Marcatori |  |

| Arbitro: | Wack |

|              |           |                          |
| Podolski 54’ | Marcatori | 26’ Wosz 66’ Fahrenhorst |

| Arbitro: | Weiner |

|                                             |           |                           |
| Rahn 41’ Barbarez 52’ Jarolím 64’ Fukal 68’ | Marcatori | 44’ Podolski 83’ Springer |

| Arbitro: | Kinhöfer |

|              |           |                                |
| Podolski 24’ | Marcatori | 40’ Pizarro 75’ Schweinsteiger |

| Arbitro: | Koop |

|                      |           |  |
| Fritz 21’ França 73’ | Marcatori |  |

| Arbitro: | Gagelmann |

|                                                  |           |  |
| Podolski 44’ (rig.), 57’ Sinkala 55’ Lottner 90’ | Marcatori |  |

| Arbitro: | Steinborn |

|                                         |           |              |
| Paraíba 51’ (rig.) Bobic 63’ Rafael 78’ | Marcatori | 54’ Podolski |

### Coppa di Germania
| Arbitro: | Schriever |

|                              |           |                                                        |
| Muzzicato 37’ Klemptner 115’ | Marcatori | 89’ Lottner 91’ Heinrich 96’, 120’ Voronin 102’ Ebbers |

| Arbitro: | Hoyzer |

|                  |           |                                      |
| Janicki 35’, 70’ | Marcatori | 38’ Springer 39’ Federico 89’ Ebbers |

| Arbitro: | Koop |

|                             |                      |                            |
| Kringe 23’                  | Marcatori            | 76’ Kleine                 |
| Kringe Cullmann Voigt Doğan | Tiri di rigore 1 – 3 | Westermann Kleine Kümmerle |

## Statistiche

### Statistiche di squadra
| Competizione      | Punti | In casa | In casa | In casa | In casa | In casa | In casa | In trasferta | In trasferta | In trasferta | In trasferta | In trasferta | In trasferta | Totale | Totale | Totale | Totale | Totale | Totale | DR  |
| Competizione      | Punti | G       | V       | N       | P       | Gf      | Gs      | G            | V            | N            | P            | Gf           | Gs           | G      | V      | N      | P      | Gf     | Gs     | DR  |
| ----------------- | ----- | ------- | ------- | ------- | ------- | ------- | ------- | ------------ | ------------ | ------------ | ------------ | ------------ | ------------ | ------ | ------ | ------ | ------ | ------ | ------ | --- |
| Bundesliga        | 23    | 17      | 6       | 2       | 9       | 22      | 23      | 17           | 0            | 3            | 14           | 10           | 34           | 34     | 6      | 5      | 23     | 32     | 57     | -25 |
| Coppa di Germania | -     | 1       | 0       | 1       | 0       | 1       | 1       | 2            | 2            | 0            | 0            | 8            | 4            | 3      | 2      | 1      | 0      | 9      | 5      | +4  |
| Totale            | 23    | 18      | 6       | 3       | 9       | 23      | 24      | 19           | 2            | 3            | 14           | 18           | 38           | 37     | 8      | 6      | 23     | 41     | 62     | -21 |

### Andamento in campionato
| Giornata  | 1  | 2  | 3  | 4  | 5  | 6  | 7  | 8  | 9  | 10 | 11 | 12 | 13 | 14 | 15 | 16 | 17 | 18 | 19 | 20 | 21 | 22 | 23 | 24 | 25 | 26 | 27 | 28 | 29 | 30 | 31 | 32 | 33 | 34 |
| --------- | -- | -- | -- | -- | -- | -- | -- | -- | -- | -- | -- | -- | -- | -- | -- | -- | -- | -- | -- | -- | -- | -- | -- | -- | -- | -- | -- | -- | -- | -- | -- | -- | -- | -- |
| Luogo     | T  | C  | T  | C  | T  | C  | C  | T  | C  | T  | C  | T  | C  | T  | C  | T  | C  | C  | T  | C  | T  | C  | T  | T  | C  | T  | C  | T  | C  | T  | C  | T  | C  | T  |
| Risultato | P  | P  | P  | V  | P  | P  | P  | N  | V  | P  | P  | P  | P  | N  | N  | N  | V  | V  | P  | P  | P  | P  | P  | P  | N  | P  | V  | P  | P  | P  | P  | P  | V  | P  |
| Posizione | 12 | 17 | 17 | 14 | 15 | 18 | 18 | 18 | 14 | 16 | 16 | 18 | 18 | 18 | 18 | 18 | 16 | 15 | 17 | 18 | 18 | 18 | 18 | 18 | 18 | 18 | 18 | 18 | 18 | 18 | 18 | 18 | 18 | 18 |

Legenda:

Luogo: C = Casa; T = Trasferta. Risultato: V = Vittoria; N = Pareggio; P = Sconfitta.

### Statistiche dei giocatori
| Giocatore        | Bundesliga | Bundesliga | Bundesliga  | Bundesliga | Coppa di Germania | Coppa di Germania | Coppa di Germania | Coppa di Germania | Totale   | Totale | Totale      | Totale     |
| Giocatore        | Presenze   | Reti       | Ammonizioni | Espulsioni | Presenze          | Reti              | Ammonizioni       | Espulsioni        | Presenze | Reti   | Ammonizioni | Espulsioni |
| ---------------- | ---------- | ---------- | ----------- | ---------- | ----------------- | ----------------- | ----------------- | ----------------- | -------- | ------ | ----------- | ---------- |
| A. Bade          | 3          | 0          | 0           | 0          | 3                 | 0                 | 0                 | 0                 | 6        | 0      | 0           | 0          |
| T. Cichon        | 22         | 0          | 4           | 0          | 2                 | 0                 | 2                 | 0                 | 24       | 0      | 6           | 0          |
| C. Cullmann      | 15         | 0          | 5           | 0          | 2                 | 0                 | 0                 | 0                 | 17       | 0      | 5           | 0          |
| M. Doğan         | 25         | 1          | 7           | 0          | 2                 | 0                 | 1                 | 0                 | 27       | 1      | 8           | 0          |
| M. Dworrak       | 2          | 0          | 0           | 0          | 0                 | 0                 | 0                 | 0                 | 2        | 0      | 0           | 0          |
| M. Ebbers        | 17         | 1          | 0           | 1          | 3                 | 2                 | 0                 | 0                 | 20       | 3      | 0           | 1          |
| G. Federico      | 12         | 0          | 0           | 0          | 2                 | 1                 | 0                 | 0                 | 14       | 1      | 0           | 0          |
| M. Feulner       | 12         | 1          | 2           | 0          | 0                 | 0                 | 0                 | 0                 | 12       | 1      | 2           | 0          |
| V. Grujić        | 11         | 0          | 2           | 0          | 0                 | 0                 | 0                 | 0                 | 11       | 0      | 2           | 0          |
| M. Happe         | 2          | 0          | 1           | 0          | 0                 | 0                 | 0                 | 0                 | 2        | 0      | 1           | 0          |
| J. Heinrich      | 20         | 0          | 2           | 1          | 2                 | 1                 | 0                 | 0                 | 22       | 1      | 2           | 1          |
| S. Helbig        | 12         | 0          | 1           | 0          | 1                 | 0                 | 0                 | 1                 | 13       | 0      | 1           | 1          |
| J. Kennedy       | 4          | 0          | 0           | 0          | 0                 | 0                 | 0                 | 0                 | 4        | 0      | 0           | 0          |
| F. Kringe        | 29         | 1          | 5           | 0          | 3                 | 1                 | 0                 | 0                 | 32       | 2      | 5           | 0          |
| T. Kłos          | 6          | 0          | 3           | 0          | 1                 | 0                 | 0                 | 0                 | 7        | 0      | 3           | 0          |
| M. Lejan         | 2          | 0          | 0           | 0          | 0                 | 0                 | 0                 | 0                 | 2        | 0      | 0           | 0          |
| D. Lottner       | 25         | 4          | 4           | 0          | 3                 | 1                 | 3                 | 0                 | 28       | 5      | 7           | 0          |
| E. Nessos        | 0          | 0          | 0           | 0          | 0                 | 0                 | 0                 | 0                 | 0        | 0      | 0           | 0          |
| M. Niedrig       | 1          | 0          | 1           | 0          | 0                 | 0                 | 0                 | 0                 | 1        | 0      | 1           | 0          |
| L. Podolski      | 19         | 10         | 2           | 0          | 1                 | 0                 | 0                 | 0                 | 20       | 10     | 2           | 0          |
| M. Scherz        | 30         | 4          | 2           | 0          | 2                 | 0                 | 0                 | 0                 | 32       | 4      | 2           | 0          |
| S. Schindzielorz | 3          | 0          | 0           | 0          | 0                 | 0                 | 0                 | 0                 | 3        | 0      | 0           | 0          |
| O. Schröder      | 28         | 1          | 1           | 0          | 3                 | 0                 | 0                 | 0                 | 31       | 1      | 1           | 0          |
| M. Sichone       | 23         | 0          | 6           | 1          | 1                 | 0                 | 0                 | 0                 | 24       | 0      | 6           | 1          |
| A. Sinkala       | 13         | 1          | 3           | 0          | 1                 | 0                 | 0                 | 0                 | 14       | 1      | 3           | 0          |
| L. Sinkiewicz    | 4          | 0          | 2           | 0          | 0                 | 0                 | 0                 | 0                 | 4        | 0      | 2           | 0          |
| V. Sokolov       | 0          | 0          | 0           | 0          | 0                 | 0                 | 0                 | 0                 | 0        | 0      | 0           | 0          |
| C. Springer      | 28         | 3          | 5           | 0          | 3                 | 1                 | 1                 | 0                 | 31       | 4      | 6           | 0          |
| A. Streit        | 15         | 0          | 4           | 0          | 0                 | 0                 | 0                 | 0                 | 15       | 0      | 4           | 0          |
| A. Voigt         | 25         | 0          | 5           | 1          | 3                 | 0                 | 0                 | 0                 | 28       | 0      | 5           | 1          |
| A. Voronin       | 19         | 4          | 2           | 0          | 2                 | 2                 | 1                 | 0                 | 21       | 6      | 3           | 0          |
| S. Wessels       | 32         | 0          | 0           | 0          | 0                 | 0                 | 0                 | 0                 | 32       | 0      | 0           | 0          |